# 瀕死經驗
瀕死經驗（英語：Near-death experience，缩写为NDE）是一種在接近死亡時一些人所經歷的現象。這些現象包括靈魂出體、看見天堂或地獄、看見親人、看見宗教人物或上帝、回顧一生的生活、极度的恐惧、完全的平静、安全感、温暖、彻底的破碎感、一道亮光的出现、甚至看見超我和超時空的東西、以及其他超驗的現象。
一般认为這些現象都是在臨床死亡，或很接近死亡時發生，但是很多案例并没有死亡风险。随着近年来心肺复苏術的发展，濒死体验的案例数日益增加。有部份學者認為，这些现象并不一定要在濒死状态下才出现。一些科学家认为，这类现象是一种幻觉，而超心理学家以及少数科学家和哲学家则认为这些现象证明了死后生命续存一事的可能性。

## 相關研究及歷史
20世纪初以来，伴随着濒死体验案例的累积出现，和越来越多的相关文章、书籍和报告的刊登和出版发行，使得濒死体验现象开始吸引了越来越多的公众注意力，也吸引了来自不同领域的研究者。例如：
- 1972年的著作《通廊》（The Vestibule）；
- 1972年，美国精神研究会的卡里斯·奥西斯（Karlis Osis），与冰岛心理学家厄兰德·哈拉德桑（E. Haraldsson）合作出版了《死亡时刻》（At the Hour of Death, 1972）；
- 1975年，雷蒙德·穆迪博士发表著作《死亡回忆》，首次使用“濒死体验”一词[10][11]；
- 1984年，康涅狄格大学心理学教授肯尼斯·林（Kenneth Ring）出版了《走向奥秘迦—探索濒死体验的意义》(Heading toward Omega—in Search of the meaning of the Near Death Experience)；
- 1988年，荷兰心脏病学家皮姆·范·劳美尔及其团队开始对344名在10家荷兰医院成功复苏的心脏骤停患者进行了一项关于濒死体验的研究。未报告有濒死体验的患者被用作那些报告有濒死体验的患者的对照组，对比了两组之间的心理（例如心脏骤停前的恐惧）、人口统计学（例如年龄、性别）、医学（例如进行多次心肺复苏）和药物数据。这项工作还包括一项纵向研究，比较了两组（那些曾有过濒死体验和那些没有经历过的人）在两年和八年时的生活变化。其中一位患者有常规的出体经历，他称能够在心脏骤停期间观看和回忆事件。他的说法得到了医院人员的确认。“这与幻觉或错觉体验似乎不一致，因为回忆与真实且可验证的事件相符，而不是想象的事件”[12]。2001年，劳梅尔撰写的研究报告发表在医学期刊《柳叶刀》上[13]。
- 2001年，英国医生萨姆·帕尼亚及其同事在南安普敦总医院对心脏骤停幸存者进行了一项为期1年的研究，并公布了研究结果。63名心脏骤停幸存者接受了采访，这些人在宣布临床死亡（无脉搏、无呼吸、瞳孔固定扩张）后被成功复苏。帕尼亚及其同事通过在患者可能被复苏的区域设置面向天花板的悬挂图像来调查濒死体验中的“灵魂出窍”体验。研究中有4名幸存者的经历符合濒死体验的标准，但其中无人经历“灵魂出窍”现象，因此他们未能识别这些图像[14][15][16]。
- 2012年，美国神经外科医生埃本·亚历山大将他的濒死经历与见解汇整成书《天堂的证据》出版。2012年10月15日，美国《新闻周刊》 着重刊文报道该书及其作者[17]，并在周刊所属公司 The Newsweek/Daily Beast Company LLC 的网站上公布有该公司视频节目“BEAST TV”对埃本医生的专访[18]；
- 2017年，彗星探索家木内鹤彦发表著作《瀕死經驗的啟示》（「臨死体験」が教えてくれた宇宙の仕組み）。

等等等等。
对濒死体验的关注，不只出现在西方，自上个世纪70年代以来，在中国，也出现了相关调研，介绍濒死体验的相关书籍也公开发行，在市面上出售，例如：
- 1993年，天津安定医院院长、精神医学专家冯志颖，与天津安定医院副主任医师刘建勋，在上海科学技术出版社《大众医学》该年度第5期合作发表关于濒死体验的论文，披露了医务工作者在1976年对唐山大地震中遇难脱险的幸存者做过濒死体验调查；
- 1998年10月，陕西旅游出版社发行吉恩·瑞希（Jean Rithie）的著作《打开生死之门》；
- 1999年1月，外文出版社发行《天堂印象——100个死后还生者的口述故事》；
- 2000年6月7日，中国青年报刊登文章《人是如何辞世的》，系统介绍濒死体验；

等等等等。
根據美國蓋洛普民意調查，在美國1980-1981年，有近15%的人均有瀕死經驗現象。一些时事评论员，例如辛普森认为这一数字可能被低估了，原因是经历过濒死体验的人可能并不乐于与他人讨论这些体验，特别是当濒死体验被理解为一种超自然现象时。
瀕死經驗的現象可能包括有生理、心理、及超自然因素。超心理學，生物學、心理學、宗教界均對瀕死經驗有不同的觀點看法和解釋。
雖然瀕死經驗在全球很多地方也有發生，但是不同的文化背景的人，瀕死經驗和對濒死体验的解释大致相同。有研究显示除了瀕死經驗出现的宗教人物随文化背景各異而有所不同這種情況之外，其他内容相當地一致。
除此以外，有一些人聲稱，對於在瀕死經驗中所看見的死後世界的唯一印象就是「一片荒蕪、沒有亮光、什麼都沒有」。

### 宗教界觀點
部份傳統宗教的一些信奉者對新紀元運動參與者對於瀕死經驗的看法持批判態度。有東正教信奉者聲稱 由於在這種經驗中，不論人們的品格如何，他們通常都會遇到不會嚴厲地評斷他們一生的行為的所謂的「光之存在」，後者只會模糊地要求他們醒來後更愛別人，而這種情況可能會減弱甚至消除他們的背罪感，因此這種經驗可能是由魔鬼所製造出來的，目的是迷惑人們以阻礙他們悔改。

### 學術界觀點
有研究者从生理学角度出發，聲稱 瀕死經驗的各种现象被看作是大脑的正常运作被扰乱后出现的生理反应，例如其聲稱所謂灵魂出窍一事可能是因大脑处理视听等多种感觉的正常程序被打乱和被分解一事而出现的错觉，又例如其聲稱 濒臨死亡的时候覺得自己在一个隧道尽头见到白光一事的原因可能是大脑缺氧一事影响了视觉系统的運作，導致错觉出現。

## 特點

### 共同元素
研究人員已經確定了定義瀕死體驗的共同要素。弗吉尼亚大学精神病学教授布鲁斯·格雷森認為，這種體驗的一般特徵包括在一個人的身體之外的印象、對已故親屬和宗教人物的看法，以及對自我和時空界限的超越。儘管人們對這些事件的解釋通常與經歷它的人的文化、哲學或宗教信仰相一致，但已經報導了許多共同因素。例如，在美國，46% 的人口相信守護天使，他們通常會被認定為天使或已故的親人（或將身份不明），而印度教徒則經常將他們認定為死神的使者。
NDEs報告的共同特徵如下：
- 一種死亡的感覺/意識。
- 一種平靜、幸福和無痛的感覺。積極的情緒。一種與世隔絕的感覺。
- 离體體驗。從外部位置感知一個人的身體，有時觀察醫療專業人員進行複蘇工作。
- “隧道體驗”或進入黑暗。向上或穿過通道或樓梯的感覺。
- 快速移動和/或突然沉浸在與人進行心靈感應交流的強光（或“光之存在”）中。
- 一種無條件的愛和接受的強烈感覺。
- 遇到“光之眾生”、“白衣眾生”等。此外，與已故親人團聚的可能性。
- 接受人生回顧，俗稱“人生走馬燈”。
- 接近邊界或自己或他人決定返回自己的身體，往往伴隨著不願返回。
- 突然發現自己回到了自己的身體裡。
- 與個人持有的文化信仰有關，這似乎決定了瀕死體驗中經歷的一些現象，尤其是後來的解釋。
- 在來世環境中遇見死者和幻覺的鬼魂
- 同樣重要的是不要將离體體驗與瀕死體驗相混淆。離體體驗是瀕死體驗的一部分，但最重要的是，除了一個人即將死去時，它還可能發生在其他情況下，例如昏厥、深度睡眠、酗酒或吸毒，聲稱自己經歷過離體體驗，看到了他們身體之外的世界[26]。

## 外部連結
- Intelligence Squared debate on NDE （页面存档备份，存于）
- "International Association for Near-Death Studies (IANDS)" （页面存档备份，存于）
- The Skeptic's Dictionary entry on NDE （页面存档备份，存于）
- 港大出書分享ICU病人康復故事 無心跳63分鐘 奇蹟少女泰然憶生死，明報，2025年6月 - 「......親述瀕死經歷，搶救期間她其實仍聽到醫生的說話......俗稱人工心肺機的體外膜氧合儀器（ECMO）......」